# وارن دو
وارن دو (بالإنجليزية: Warren Dow)‏ هو مبارز بالسيف أمريكي، ولد في 12 يناير 1905 في باترسون في الولايات المتحدة، وتوفي في 22 نوفمبر 1965 في ويستوود في الولايات المتحدة.

## وصلات خارجية
- وارن دو على موقع أوليمبيديا (الإنجليزية)